# Panský (Ort)

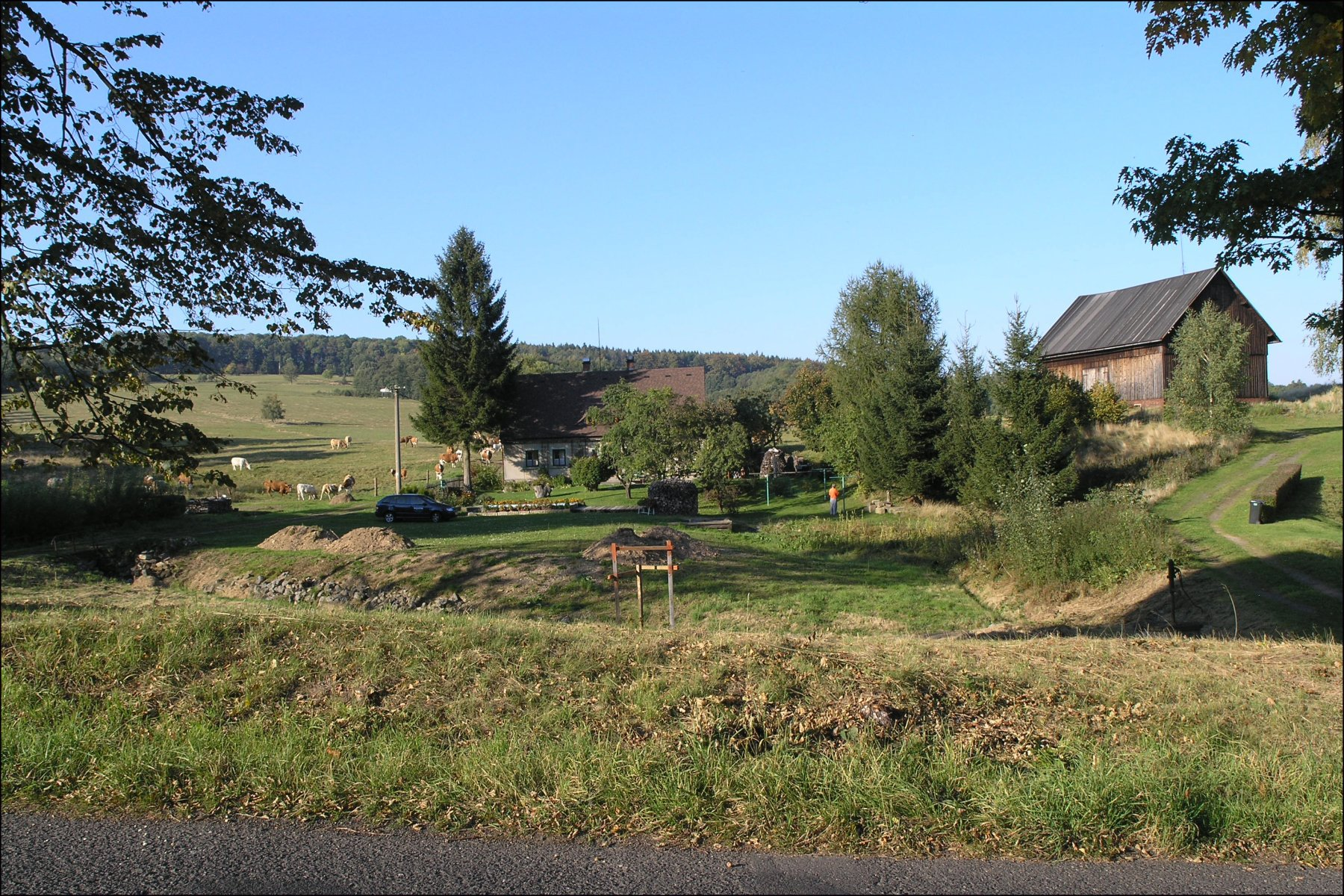
Panský

Panský (deutsch 'Herrnwalde') ist ein kleines Dorf und Teil der tschechischen Gemeinde Staré Křečany im Böhmischen Niederland im Bezirk Děčín. Es gibt 12 registrierte Adressen (2009). Panský ist auch der Name eines Katastergebiets, das 3,74km² umfasst.

## Bevölkerung
|           | 1560 | 1843 | 1869 | 1880 | 1890 | 1900 | 1910 | 1921 | 1930 | 1950 | 1961 | 1970 | 1980 | 1991 | 2001 | 2011 |
| --------- | ---- | ---- | ---- | ---- | ---- | ---- | ---- | ---- | ---- | ---- | ---- | ---- | ---- | ---- | ---- | ---- |
| Einwohner | 103  | 238  | 232  | 166  | 167  | 144  | 132  | 112  | 116  | 16   | 25   | 24   | 58   | 3    | 2    | 12   |
| Gebäude   | 25   | 29   | 30   | 29   | 28   | 28   | 28   | 27   | 26   | 25   | -    | 10   | 15   | 10   | 9    | 10   |

## Geschichte
Die älteste schriftliche Erwähnung stammt aus dem Jahr 1550.